# Чемпіонат СРСР з легкої атлетики в приміщенні 1971 — 3000 метрів (чоловіки)

## Результати

### Фінал
| Місце | Атлет                | Регіон         | Місто/Область | Результат |
| ----- | -------------------- | -------------- | ------------- | --------- |
| 1     | Юрій Алексашин       | Москва         | Москва        | 7.59,2    |
| 2     | Михайло Желобовський | Білоруська РСР | Мінськ        | 8.01,2    |
| 3     | Микола Свиридов      | РРФСР          | Воронеж       | 8.01,4    |
| 4     | Іван Бураков         | Білоруська РСР | Жлобин        | 8.10,2    |
| 5     | Рашид Шарафетдинов   | Ленінград      | Ленінград     | 8.10,6    |
| 6     | Юрій Разгоняєв       | РРФСР          | Томськ        | 8.10,8    |
| 7     | Тайво Коовіт         | Естонська РСР  | Таллінн       | 8.11,0    |
| 8     | Юрій Макаров         | Киргизька РСР  | Фрунзе        | 8.11,4    |